# Josef Chalupa
Josef Chalupa (* 9. února 1952, Kyjov) je český historik a dlouholetý ředitel Horácké galerie v Novém Městě na Moravě.

## Biografie
Josef Chalupa se narodil v roce 1952 v Kyjově, vystudoval někdejší Střední všeobecnou vzdělávací školu R. Filipa v Hodoníně a mezi lety 1970 a 1975 vystudoval divadelní vědu, dějiny umění a filmovou vědu na Masarykově univerzitě v Brně. Následně od roku 1976 působil v Horácké galerii, kde působil jako historik umění, v roce 1977 se stal ředitelem galerie. V roce 1982 absolvoval rigorozní řízení a získal tak titul doktora filozofie. Postupně rozvíjel galerii tak, že se využily všechny prostory v novoměstském zámku, kde galerie sídlí. V roce 2020 odešel z pozice ředitele galerie do důchodu.